# Janów Podlaski (stacja kolejowa)
Janów Podlaski – zlikwidowana wąskotorowa stacja kolejowa w Janowie Podlaskim, w województwie lubelskim, w Polsce.